# Liberia (Costa Rica)
Liberia is het bestuurlijk centrum en de grootste stad van de Costa Ricaanse provincie Guanacaste. De stad ligt in het noordwesten van het land en vormt een gemeente (cantón) van 71.500 inwoners met als deelgemeenten (distrito): Liberia (de eigenlijke stad), Cañas Dulces, Curubandé, Mayorga en Nacascolo.
Bij de stad ligt de internationale luchthaven Daniel Oduber, waarvandaan onder andere wordt gevlogen op een aantal Amerikaanse steden. Ten noordwesten van de stad bevindt zich het nationaal park Rincón de la Vieja waar zich vulkanen, heetwaterbronnen, rivieren en watervallen bevinden.
De stad ligt in een gebied met van november tot mei een heet en droog klimaat, van eind mei tot begin november een vochtig klimaat en wordt in september en oktober geteisterd door krachtige regenfronten. De gemiddelde jaartemperatuur bedraagt 27 °C en de historische minima en maxima liggen respectievelijk op 12,8 °C en 40,1 °C.

## Geschiedenis
Liberia, bijgenaamd "La Ciudad Blanca" ("de witte stad"), ontstond in 1769 als Guanacaste rond een kluizenarij. Er zijn geen formele stichtingsdocumenten bekend. In 1787 werd het Corregimiento Nicoya na het neerslaan van een opstand tot onderdeel van de gebieden van León van Nicaragua gemaakt. In 1824 weigerden de aangrenzende regio's zich aan te sluiten bij het onafhankelijk geworden Costa Rica. In 1826 werd Nicoya door een wet van het Congres van Midden-Amerika echter toch onderdeel van Costa Rica, daar deze alle gebieden van de voormalige Partido Nicoya (een voorloper van dit corregimiento) aan dit land toekende. Over de jaren groeide de plaats langzamerhand de provinciestad Nicoya voorbij en werd vervolgens zelf het bestuurlijk centrum van de provincie Guanacaste. In 1836 kreeg het de status van stad (Ciudad de Guanacaste) en in 1854 werd de naam gewijzigd naar Liberia. In 1856 werd de naam echter weer veranderd naar Moracia, ter ere van de toenmalige president Juan Rafael Mora Porras. Nadat deze tijdens een staatsgreep werd afgezet, werd de naam definitief veranderd naar Liberia.

## Transport
Daniel Oduber Quirós International Airport is de luchthaven van Liberia.

## Geboren
- Leonardo Chacón (1984), triatleet
- Cristian Gamboa (1989), voetballer

## Partnersteden
- Palm Coast (Verenigde Staten)